# Brett Dean
Pour les articles homonymes, voir Dean.
Brett Dean (né le 23 octobre 1961 à Brisbane) est un compositeur contemporain, altiste et chef d'orchestre australien.

## Carrière
Dean étudie au Conservatoire de Queensland où il reçoit une médaille d'excellence. En 1981, il est lauréat dans les ABC Australia Symphony, pour les jeunes interprètes. De 1985 à 1999, Dean est violoniste dans l'Orchestre philharmonique de Berlin. En 2000, il décide de poursuivre une carrière comme artiste indépendant et retourne en Australie. Il est régulièrement l'invité, en tant que compositeur ou interprète, dans de nombreuses salles de concerts professionnelles à travers le monde.
Brett Dean est directeur artistique de l'Académie nationale australienne de la musique à Melbourne, jusqu'en juin 2010, lorsque son frère, Paul Dean, prend ses fonctions.
L'Orchestre symphonique de Melbourne, dans son Festival Metropolis 2011, a célébré le 50e anniversaire de Brett Dean et sa contribution à la musique en tant que compositeur, interprète et enseignant.

## Prix et récompenses
Son concerto pour clarinette a remporté un prix du Conseil international de la musique (Tribune internationale des compositeurs) en 1999. Winter Songs pour ténor et quintette à vent a reçu le prix de Lowin Paul pour un cycle de chansons en 2001. Moments de bonheur  pour orchestre a été nommé meilleure composition à l'Australian Music Awards Classical en 2005.
En 2002-2003, Dean a été artiste en résidence à l'Orchestre symphonique de Melbourne et compositeur en résidence au Festival de Cheltenham. En 2007-2008, il est devenu artiste en résidence avec le Radio-Sinfonieorchester du SWR de Stuttgart.
Il a reçu un doctorat honorifique de l'Université de Griffith à Brisbane.
Le 1er décembre 2008, il a remporté le prix Grawemeyer Award for Music Composition pour son concerto pour violon, L'art perdu de la correspondance.
En septembre 2011, il est compositeur en résidence au festival de musique de chambre de Trondheim.

## Œuvre

### Général
Brett Dean commence à composer en 1988, en se concentrant d'abord sur le cinéma expérimental et des projets de radio, ainsi que la performance d'improvisation. Il crée de nombreuses compositions, principalement pour orchestre, ainsi que des concertos pour plusieurs instruments solistes et de la musique de chambre.
Une de ses œuvres les plus célèbres est Carlo pour cordes et pistes enregistrées et samplées, œuvre inspirée par la musique de Carlo Gesualdo.
Le 7 septembre 2008, Polysomnographie pour quintette à vent et piano reçoit sa première mondiale au Festival de Lucerne.
Le 2 octobre 2008, ses Chants de joie sont créés à Philadelphie sous la direction de Simon Rattle.
Son premier opéra, Bliss, adapté du roman de Peter Carey, est créé à l'Opéra d'Australie en 2010.
Le style de composition de Dean est connu pour créer des paysages sonores dynamiques, et un traitement des parties instrumentales simples sur des rythmes complexes. Il s'attache à porter sa musique vers des extrêmes, depuis des explosions jusqu'à des moments presque inaudibles. Ses œuvres intègrent des techniques de jeu moderne, comme un système complexe de notation pour la percussion, souvent enrichie avec des objets de la vie quotidienne.
Une grande partie du travail de Dean repose sur une base littéraire, politique ou visuelle. Les problèmes environnementaux sont l'objet de Water Music et de sa Symphonie pastorale. Vexations et Dévotion est une critique des absurdités d'une société moderne obsédé par l'information.
En avril 2013, The Last Days of Socrates (littéralement : Les derniers jours de Socrate) est créée par l'Orchestre philharmonique de Berlin.

### Catalogue

#### Musique de scène
- One of a Kind – Ballet en trois actes pour violoncelle solo et bande magnétique (1998)
- Bliss, opéra en trois actes (2010)
- Hamlet, opéra en deux actes (2013-16)

#### Orchestre
- Carlo – Musique pour cordes et bande magnétique (1997)
- Beggars and Angels – Musique pour orchestre (1999)
- Amphithéatre pour orchestre (2000)
- Etüdenfest pour orchestre à cordes avec piano derrière la scène (2000)
- Game over pour instruments solistes, orchestre à cordes et instruments électroniques (2000)
- Pastoral Symphony pour orchestre de chambre (2000)
- Dispersal pour orchestre(2001)
- Shadow Music pour petit orchestre (2002)
- Between Moments pour orchestre, à la mémoire de Cameron Retchford (2003)
- Ceremonial pour orchestre (2003)
- Moments of Bliss pour orchestre (2004)
- Parteitag pour orchestre et vidéo (2004/05)
- Short Stories, cinq interludes pour orchestre à cordes (2005)
- Komarov's Fall pour orchestre(2005/06)
- Testament pour orchestre, ou 12 altos (2008)

#### Concertos
- Ariel's Music pour clarinette et orchestre (1995)
- Concerto pour alto (2004)
- Water Music pour quatuor de saxophones et orchestre (2004)
- The Lost Art of Letter Writing pour violon et orchestre (2006) – en quatre mouvements, chacun précédé d'une lettre lue, de Johannes Brahms à Clara Schumann, de Vincent van Gogh, Hugo Wolf et Ned Kelly, un bushranger australien[8]. Des citations de Brahms et Wolff apparaissent dans les premier et troisième mouvements. Cette œuvre a reçu le Grawemeyer Award en 2009[9].
- The Siduri Dances pour flûte solo et orchestre à cordes (2007)

#### Musique de chambre
- Arrangement de l'ouverture de La Chauve-souris de Johann Strauss II pour octuor (1988)
- Wendezeit (Hommage à F.C.) pour 5 altos (1988)
- Some birthday… pour 2 altos et violoncelle (1992)
- Night Music pour clarinette, alto et piano (1993)
- Arrangement de Till Eulenspiegels lustige Streiche de Richard Strauss pour octuor (1995)
- Twelve Angry Men pour 12 violoncelles (1996) d'après la pièce et le film du même nom,
- Voices of Angels pour cordes et piano (1996)
- Intimate Decisions pour alto solo (1996)
- Night's Journey pour quatuor de trombones (1997)
- One of a Kind pour alto et bande magnétique (1998, 2012)
- Three Pieces pour octuor de cors (1998)
- Hundreds and thousands pour bande magnétique (1999)
- Huntington Eulogy pour violoncelle et piano (2001)
- Testament pour douze altos (2002)
- Eclipse pour quatuor à cordes (2003)
- Three Caprichos d'après Goya pour guitare (2003)
- Equality pour piano (avec parties parlées) (2004)
- Demons pourflûte (2004)
- Prayer pour piano (avec parties parlées) (2005)
- Recollections pour ensemble (2006)
- Polysomnographie pour piano et quatuor à vents (2007)
- Skizzen für Siegbert (Esquisses pour Siegbert) pour alto (2011)
- Electric Preludes pour violon électrique et ensemble (September 2012)

#### Chœurs
- Katz and Spatz pour chœur mixte à huit voix (1999/2002)
- Bell and Anti-Bell pour chœur d'enfants et petit orchestre (2001)
- Tracks and Traces – quatre chansons our chœur d'enfants, sur des textes d'aborigènes australiens (2002)
- Vexations and Devotions pour chœur et grand orchestre (2005)
- Now Comes the Dawn pour chœur mixte (2007)

#### Chant
- Winter Songs pour ténor et quintette à vents (2000)
- Buy Now, Pay Later! de Tim Freedman, arrangé pour chant et ensemble (2002)
- Sparge la morte pour violoncelle solo, ensemble vocal et bande magnétique (2006) d'après le madrigal de Carlo Gesualdo,
- Poems and Prayers pour mezzo-soprano et piano (2006)
- Wolf-Lieder pour soprano et ensemble (2006)
- Songs of Joy pour baryton et orchestre (2008)